# Bodbchad
Bodbchad ou Badbchaid, fils de Eochu Buadach (en) , fils de Dui Ladrach, fut brièvement Ard ri Erenn selon les légendes médiévales et la tradition pseudo historique irlandaise.

## Règne
Le Lebor Gabála Érenn indique que Bodbchad assassine son frère, l'Ard ri Erenn Úgaine Mór, qui a cependant comme successeur direct son fils Lóegaire Lorc. Cependant, Geoffrey Keating et les Annales des quatre maîtres précisent qu'après le meurtre d'Úgaine, Bodbchad s'empare du trône pendant un jour et demi avant que Lóegaire ne le tue. Le Lebor Gabála synchronise le règne d'Úgaine avec celui de Ptoléme II Philadelphe (281-246 av. J.-C.). La chronologie de Keating Foras Feasa ar Éirinn inclut le règne de Bodbchad dans l'année 411 av. J.-C., et les Annales des quatre maîtres en 594 av. J.-C.

## Source
- (en) Cet article est partiellement ou en totalité issu de l’article de Wikipédia en anglais intitulé « Bodbchad » (voir la liste des auteurs), édition du 3 avril 2012.